# Osphronemus
Sous-famille
Genre
Osphronemus est un genre de poissons de la famille des Osphronemidae, le seul genre de la sous-famille des Osphroneminae.

## Étymologie
Le nom de genre Parosphromenus, vient de paro (demi, moitié) et de osphromenus en référence au genre Osphronemus de Osphronome (sentir, flairer) en référence probable à l'organe auditif du labyrinthe. À noter la faute orthographique menus au lieu de nemus consacrée par l'usage.

## Liste des espèces
Selon World Register of Marine Species (22 mars 2025) :
- Osphronemus exodon (Roberts, 1994)
- Osphronemus goramy (Lacepède, 1801)
- Osphronemus laticlavius (Roberts, 1992)
- Osphronemus septemfasciatus (Roberts, 1992)